# A Looking in View
"A Looking in View" é uma canção do Alice in Chains que faz parte do álbum de estúdio de 2009, Black Gives Way to Blue. Foi lançada como o primeiro single do álbum em 30 de junho de 2009 como um download digital através das lojas de música iTunes e Amazon.com. É o primeiro single do grupo com o novo vocalista William DuVall, substituindo o falecido vocalista original da banda, Layne Staley; e o primeiro single do Alice in Chains em 10 anos.

## Letras
O guitarrista Jerry Cantrell sobre a canção:
A canção basicamente fala de diversas coisas que te mantém confuso por dentro. Uma cela criada por nós mesmos com uma porta destrancada que nós escolhemos permanecer dentro. Focando nossa atenção internamente ao invés de estender a mão a um mundo muito mais vasto. Eu acredito que isto é comum a todos nós. É engraçado o tanto que nós lutamos para permanecermos agarrados a um osso que nós não conseguimos puxar através de um buraco na cerca, ou o quão difícil é largar o saco de tijolos e seguir em frente.

## Videoclipe
O videoclipe para "A Looking in View" estreou no website oficial da banda em 7 de julho de 2009, e foi dirigido por Stephen Schuster. Conta a história de três indivíduos vivendo no mesmo complexo de apartamentos, cada um com o próprio demônio pessoal com o qual estão tentando lidar, e apresenta temas controversos como abuso infantil e indiferença moral, além de cenas de nudez. O grupo não aparece em nenhum momento do vídeo. O vídeo é estrelado pelos atores Sacha Senisch, Chad Post e Devin Zephyr.
No minuto 6:55 do vídeo, uma mulher (Sacha Senisch) é vista deitada no deserto fazendo referência a capa do álbum Dirt do Alice in Chains, lançado em 1992.

## Créditos
- Jerry Cantrell – vocal, guitarra
- William DuVall – vocal, guitarra
- Mike Inez – contra-baixo
- Sean Kinney – bateria
- Nick Raskulinecz – produtor